# Književnost u 1939.
◄◄ | ◄ | 1936. | 1937. | 1938. | 1939.  | 1940. | 1941. | 1942. | ► | ►►
Arhitektura • Astronomija • Biologija • Film • Fotografija • Glazba • Kazalište • Kemija • Kiparstvo • Knjige • Književnost • Kršćanstvo • Meteorologija • Medicina • Planinarstvo • Politika • Pravo • Promet • Slikarstvo • Strip • Šport • Televizija • Znanost • Zrakoplovstvo • Željeznički promet
Književnost u 1939.

## Svijet

### Književna djela
- Finneganovo bdjenje Jamesa Joycea

### Nagrade i priznanja
- Nobelova nagrada za književnost:

## Hrvatska i u Hrvata

### Rođenja
- 20. studenoga – Igor Mandić, književni kritičar, esejist, kolumnist i polemičar († 2022.)

## Vanjske poveznice
|  | Zajednički poslužitelj ima još gradiva o temi Književnost u 1939. |